# روند صلح ۲۰۲۵ ترکیه و پ‌ک‌ک
روند صلح ۲۰۲۵ ترکیه و پ‌ک‌ک که با نام‌های روند صلح دوم یا روند راه‌حل دوم نیز شناخته می‌شود، به روندی در سال ۲۰۲۵ برای حل و فصل شورش حزب کارگران کردستان اشاره دارد. این روند به عنوان جانشین روند شکست‌خورده صلح ۲۰۱۳–۲۰۱۵ پ‌ک‌ک و ترکیه، تلقی می‌شد.

## پیشینه
نخستین فرایند بین سال‌های ۲۰۱۳ تا ۲۰۱۵ انجام شد. بعد از دست دادن اکثریت حزب عدالت و توسعه در انتخابات سراسری ژوئن ۲۰۱۵ ترکیه و حادثه جیلان‌پینار، درگیری دوباره آغاز شد. پس از این فرایند، بازیگران سیاسی مختلف، رویکردهای متفاوتی را در قبال مسئله کردها اتخاذ کردند، اما روند مذاکره رسمی کنار گذاشته شد. تا سال ۲۰۲۴، در بحبوحه تغییرات منطقه‌ای، تغییر در سیاست داخلی و خارجی ترکیه، جنگ غزه و همچنین افزایش قدرت مناطق خودمختار کرد در عراق و سوریه، بحث‌هایی را در مورد یک فرایند راه‌حل جدید احتمالی، آغاز کرد.